# Hatton (Sri Lanka)
Hatton (en cingalés: හැටන්, en tamil: ஹற்றன்)  es una ciudad de Sri Lanka situada en la costa sur de la isla, en el distrito de Nuwara Eliya, provincia del Central. Se encuentra a 83 km al sureste de Colombo y a 44 km al sur de Kandy, y a una altitud de 1271 m sobre el nivel del mar.
Hatton fue fundada durante la época colonial británica para servir a la producción de café y té en las plantaciones de té de Sri Lanka. El nombre de la ciudad se refiere a la aldea de Hatton en Aberdeenshire, Escocia. Un número de las haciendas de té circundantes también tiene nombres de aldeas escocesas.

## Lugares de interés
- Maanica Pillayaar / Sri Manickapillayar  Kovil, un templo hindú dedicado a Ganesh
- Subramaniam Kovil, templo de aindu dedicado a  Murugan
- Sri Muthu Mariyamman Kovil, un templo hindú
- Sinha Malai Tunnel, el túnel ferroviario más largo de Sri Lanka
- Shri Nigrodharamaya Templo Budista
- St. Clair's Falls, una casaca de 80 m altura y 50 m de ancho
- Devon Falls, una casca de 97 m de altura
- Laxapana Falls, una cascada de 126 m de altura